# Sáng chế
Sáng chế (tiếng Anh: invention) là giải pháp kỹ thuật dưới dạng sản phẩm hoặc quy trình nhằm giải quyết một vấn đề xác định bằng việc ứng dụng các quy luật tự nhiên.

## Đặc điểm sáng chế
- Bản chất tạo ra phương tiện mới sản phẩm mới về nguyên lý kỹ thuật, chưa từng tồn tại hoặc đã tồn tại trong một nhóm nhỏ song không phổ biến và là bí mật đối với cộng đồng, tức sáng chế vẫn có thể là mô tả chi tiết kỹ thuật tạo ra một sản phẩm kỹ thuật hoặc quy trình kỹ thuật bí mật;
- Không có khả năng áp dụng để giải thích thế giới;
- Có khả năng áp dụng trực tiếp hoặc qua thử nghiệm để ứng dụng vào sản xuất và đời sống;
- Có giá trị thương mại, mua bán bằng sáng
- Bảo hộ quyền sở hữu công nghiệp;
- Và bị tiêu vong theo ko tiến bộ của công nghệ.

## Một số sáng chế
Dưới đây là danh sách một số sáng chế nổi tiếng